# Unterseeboot 983
L'Unterseeboot 983 ou U-983 est un sous-marin allemand (U-Boot) de type VIIC utilisé par la Kriegsmarine pendant la Seconde Guerre mondiale.
Le sous-marin est commandé le 25 mai 1941 à Hambourg (Blohm + Voss), sa quille est posée le 7 septembre 1942, il est lancé le 12 mai 1943 et mis en service le 16 juin 1943, sous le commandement du Leutnant zur See Hans-Heinrich Reimers.
L'U-983 n'a ni coulé, ni endommagé de navire, n'ayant pris part à aucune patrouille de guerre.
Il coule accidentellement en mer Baltique, en septembre 1943.

## Conception
Unterseeboot type VII, l'U-983 a un déplacement de 769 tonnes en surface et 871 tonnes en plongée. Il a une longueur totale de 67,10 m, un maître-bau de 6,20 m, une hauteur de 9,60 m et un tirant d'eau de 4,74 m. Le sous-marin est propulsé par deux hélices de 1,23 m, deux moteurs diesel Germaniawerft M6V 40/46 de 6 cylindres en ligne de 1 400 cv à 470 tr/min, produisant un total de 2 060 à 2 350 kW en surface et de deux moteurs électriques Brown, Boveri & Cie GG UB 720/8 de 375 cv à 295 tr/min, produisant un total 550 kW, en plongée. Le sous-marin a une vitesse en surface de 17,7 nœuds (32,8 km/h) et une vitesse de 7,6 nœuds (14,1 km/h) en plongée. Immergé, il a un rayon d'action de 80 milles marins (150 km) à 4 nœuds (7,4 km/h; 4,6 milles par heure) et peut atteindre une profondeur de 230 m. En surface son rayon d'action est de 8 500 milles nautiques (soit 15 700 km) à 10 nœuds (19 km/h).
L'U-983 est équipé de cinq tubes lance-torpilles de 53,3 cm (quatre montés à l'avant et un à l'arrière) et embarque quatorze torpilles. Il est équipé d'un canon de 8,8 cm SK C/35 (220 coups), d'un canon antiaérien de 20 mm Flak et d'un canon 37 mm Flak M/42 qui tire à 15 350 mètres avec une cadence théorique de 50 coups par minute. Il peut transporter 26 mines TMA ou 39 mines TMB. Son équipage comprend 4 officiers et 40 à 56 sous-mariniers.

## Historique
Il reçoit sa formation de base au sein de la 5. Unterseebootsflottille jusqu'à son accident, n'ayant pas fini sa période de formation.
Le 8 septembre 1943, le sous-marin effectue des exercices d'instruction en mer Baltique, au nord de Łeba, lorsqu'il entre en collision avec l'U-988 à la position 54° 56′ N, 17° 14′ E.
Cinq des quarante-trois membres d'équipage meurent dans cet accident.

## Affectations
- 5. Unterseebootsflottille du 16 juin 1943 au 8 septembre 1943 (Période de formation).

## Commandement
- Oberleutnant zur See Hans Reimers du 16 juin 1943 au 8 septembre 1943.